# Skutki wojny domowej w Libii
Skutki wojny domowej w Libii z 2011 – następstwa ośmiomiesięcznego konfliktu, który kosztował życie co najmniej 30 tys. ludzi, zakończył się obaleniem i śmiercią dotychczasowego dyktatora Muammara al-Kaddafiego oraz ustanowieniem nowego rządu, popieranego przez arenę międzynarodową.

## Skutki bezpośrednie

Logo Narodowej Rady Tymczasowej

Bezpośrednim skutkiem ponad ośmiomiesięcznej wojny domowej była transformacja władzy w Libii. Panujący przez 42 lata dyktator został odsunięty od władzy i zabity, a większość jego popleczników została pochwycona lub także zamordowana w czasie walk. 23 października 2011 nowe libijskie władze ogłosiły, iż '"Libia jest wolnym krajem”. Wyzwolenie ogłoszono w Bengazi, czyli tam, gdzie wojna się rozpoczęła.
Przedstawicielem Libii na arenie międzynarodowej została Narodowa Rada Tymczasowa, która z biegiem trwania konfliktu otrzymywała coraz większe poparcie na świecie. Przewodniczącym Rady, który pełnił funkcję głowy państwa był Mustafa Muhammad Abd al-Dżalil, jego zastępcą był Abdul Hafiz Ghoga, natomiast urząd premiera rządu tymczasowego objął Mahmud Dżibril. Po zakończeniu wojny premier ogłosił, iż ustępuje ze stanowiska. Tymczasowo obowiązki premiera przejął Ali at-Tarhuni, a 31 października na to stanowisko desygnowano Abdela Rahim al-Kiba.
Dowództwo NATO poinformowało, iż operację powietrzną nad Libią zakończy się wraz z ostatnim dniem października. Ogłoszono przeprowadzenie w ciągu ośmiu miesięcy elekcji do parlamentu, który ma opracować nową konstytucję w 2012, poddaną pod osąd społeczności w referendum. Powrócono do libijskiej flagi sprzed rewolucji 1 Września. Tak rozpoczął się proces budowania systemu demokratycznego w Libii. Prezydent Mustafa Muhammad Abd al-Dżalil ogłosił, iż Libia nie stanie się islamskim krajem ekstremistycznym. W nowej konstytucji, islam ma być określony jako umiarkowany.
Wojna zostawiła olbrzymie zniszczenia w infrastrukturze kraju. Zrujnowane zostały miasta przez które przetoczyły się zacięte walki. Najbardziej zniszczone miasta to Misrata oraz Syrta. Jednym z następstw wojny w Libii była fala migracji ludności z tego kraju. Większość z imigrantów opuszczała ojczyznę z powodu biedy i złych warunków życiowych, jednakże część z nich mogła być związana z obalonym reżimem i szukać nowego miejsca osiedlenia. Celem ich podróży była głównie Unia Europejska, w tym położone najbliżej granic Libii Włochy, szczególnie wyspa Lampedusa, gdzie mogło się dostać nawet 48 tys. ludzi.
Dokładna liczba zabitych wojny domowej nie jest znana. W wojnie domowej zginęło co najmniej 30 tys. ludzi, a około 50 tys. zostało rannych. Szacunki oparto na doniesieniach szpitali, władz lokalnych i dowódców sił powstańczych. Połowa z zabitych to żołnierze Kaddafiego. Sama Brygada Chamisa straciła 10 tys. ludzi. Najkrwawsze walki toczono o Misratę, Zalitan. Dużo ofiar pochłonęła kampania w Dżabal Nafusa. W tych regionach śmierć poniosło między 15 tys. a 17 tys. ludzi. Najwięcej powstańców poległo podczas oblężenia Misraty – co najmniej 2 tys. osób, a także w czasie bitwy o Trypolis – ok. 1700 zabitych powstańców. NRT oceniła na początku października, iż konflikt kosztował życie 25 tys. ludzi. Ponadto 60 tys. w czasie walk odniosło rany.

## Następstwa wojny

### Problem rozbrojenia i aresztowania wspólników Kaddafiego
Przywódcy zbrojnych milicji odmówili złożenia broni do czasu ratyfikowania nowej konstytucji. Oczekiwali także zachowania wpływu na decyzje polityczne. Liderzy ugrupowań zbrojnych domagali się politycznej pozycji i większych wpływów. Takie stanowisko grup powstańczych poważnie zagrażało równowadze państwowej. Ponadto pojawiły się obawy, iż uzbrojone frakcje plemienne mogły zacząć walczyć ze sobą o odegranie jak najważniejszej roli politycznej. Podczas rządów Kaddafiego, konflikty plemienne nie stanowiły problemu dla państwowości. Nowe władze musiały się zmierzyć z tym problemem i zaradzić ewentualnym waśniom. Lokalne władze w Libii były reprezentowane przez starszyznę plemienną. Było to uwarunkowanie historyczne, gdyż w czasach kolonizacji, Włochy nie zmieniły stratyfikacji społecznej. Ponadto krajem mogła targać rywalizacja między islamistami a zwolennikami świeckiego państwa, między plemiennymi watażkami a ludnością miast, między Trypolisem a dawną kwaterą główną opozycji, czyli Bengazi.
30 października 2011 do Libii przybył przewodniczący Parlamentu Europejskiego, Jerzy Buzek. Pogratulował nowym władzom wyzwolenia kraju. Zaproponował polityczną oraz gospodarczą współpracę między UE a Libią. Współpraca gospodarcza miała polegać na budowie elektrowni słonecznych na pustyni oraz realizowanie projektów infrastrukturalnych. Mieszkańcy regionu Murzuk na południu Libii narzekali, iż mimo zakończenia wojny, przebywali tam nadal najemnicy opłacani podczas walk przez Kaddafiego, którzy terroryzowali miejscową ludność.
Po zakończeniu wojny brytyjski dziennik „Daily Timers” sugerował, iż pewna brytyjska prywatna firma najemnicza mogła być zaangażowana w wywiezienie Muammara Kaddafiego z Libii podczas ostatnich dni wojny. Firma pośredniczyła w wynajęciu 50 najemników (w tym 19 z RPA), którzy mieli przetransportować dyktatora do Nigru. W akcji udział mieli brać członkowie najemniczej firmy Simona Manna – byłego oficera elitarnej jednostki komandosów SAS, który w 2004 próbował obalić prezydenta Gwinei Równikowej – Teodora Obianga Nguema Mbasogo. Podczas przygotowywania akcji dwóch najemników zginęło. Według spekulacji dziennika „Daily Telegraph”, firma, która przyjęła zlecenie ostatecznie zdradziła swoje plany NATO, co umożliwiło zaatakowanie konwojów z Kaddafim 20 października pod Syrtą. NATO jednak twierdziło, iż nie wiedziało, że atakuje konwój z Kaddafim. Według brytyjskiego dziennika firma ta pracowała jako podwójny agent.
Rada Bezpieczeństwa ONZ wyraziła zaniepokojenie, iż po zakończeniu wojny całe magazyny broni, nad którymi nie sprawowano dostatecznej ochrony, mogły być wykorzystywane przez watażków plemiennych do rozwiązywania lokalnych sporów, co mogło doprowadzić do wybuchu konfliktów etnicznych. Ponadto broń mogła wpaść w ręce terrorystów Al-Kaidy, gdyż jej północnoafrykańskie zbrojne skrzydło miało swoje wpływy na pustynnych terenach Libii.
18 listopada 2011 Zgromadzenie Ogólne ONZ głosując 123-4-6 przywróciło członkostwo Libii w Radzie Praw Człowieka ONZ. Libia została zawieszona w prawach w tej Radzie 1 marca 2011. W nocy z 19 na 20 listopada 2011 na południu Libii ok. 50 kilometrów od miasta Aubari, wraz z kilkoma współpracownikami schwytany został Saif al-Islam al-Kaddafi, kiedy w konwoju usiłował przedostać się do Nigru. Do schwytania Saifa doszło, kiedy wydał go nomada, który za milion euro miał go przetransportować za granicę. Pojmani zostali następnie przetransportowani samolotem do Az-Zintan. Po wylądowaniu, samolot został zaatakowany przez wściekły tłum ludzi. Sytuacja została jednak opanowana przez siły bezpieczeństwa. Mimo iż syn Kaddafiego był ścigany listem gończym MTK, libijski minister sprawiedliwości Muhammad al-Alagi zapowiedział, że schwytany Saif al-Islam będzie sądzony w kraju. Za przestępstwa, które popełnił, czyli oskarżenie o współudział w zbrodniach przeciwko ludzkości, grozi tam kara śmierci. Premier Libii Abd ar-Rahim al-Kib zapewnił natomiast, że syn Kaddafiego będzie miał sprawiedliwy proces. Zaapelowała o to społeczność międzynarodowa. 23 listopada 2011 do Trypolisu przybył prokurator główny MTK Luis Moreno-Ocampo, który zgodził się na sądzenie syna zabitego dyktatora w Libii. Oczekiwał od władz libijskich sprawiedliwego procesu i zaprezentowania jego wyników sędziom MTK. 16 marca 2012 na lotnisku Nawakszut w Mauretanii zatrzymany został poszukiwany także listem gończym przez MTK, Abdullah al-Senussi, szef wywiadu za czasów reżimu Kaddafiego. Informacje te potwierdziły władze mauretańskie.
W kwietniu 2012 wojskowy trybunał w Libii rozpoczął postępowanie przeciwko pojmanym najemnikom z Rosji, Białorusi i Ukrainy. Grupie 24 najemników zarzucano przygotowywanie wyrzutni rakiet ziemia-powietrze, służących do atakowania samolotów NATO oraz „udzielanie pomocy reżimowi w opanowaniu rewolty i atakowanie cywilów w zamian za żołd Kadafiego i jego brygad”. Na początku czerwca 2012 na 10 lat więzienia oraz roboty przymusowe skazano 19 ukraińskich najemników, trzech białoruskich i jednego rosyjskiego, z kolei Rosjanin dowódca grupy otrzymał karę dożywotniego więzienia.
5 września 2012 władze libijskie poinformowały, że Mauretania wydała Abdullaha al-Senussiego, który z Nawakszut został przetransportowany to Trypolisu. Tam stanął przed libijską prokuraturą generalną. Tymczasem Orly Weinerman, modelka i była narzeczona Saifa al-Islama al-Kaddafiego, który więziony był w An-Zintanie i groziła mu kara śmierci, zaapelowała do byłego premiera Wielkiej Brytanii Tony’ego Blaira by wstawił się za więźniem. W przeszłości Blair przyjaźnił się z przetrzymywanym synem dyktatora.
20 października 2012 w pierwszą rocznicę śmierci Muammara al-Kaddafiego, w czasie toczącego się wówczas oblężenia Bani Walid miał zginąć Chamis al-Kaddafi o czym poinformował przewodniczący libijskiego Zgromadzenia Narodowego – Muhammad Jusuf al-Makarjaf. Inne źródła podawały, iż Chamis został ciężko ranny w Bani Walid i został przewieziony do Misraty, gdzie zmarł. Jednakże rzecznik rządu Kaddafiego – Mussa Ibrahim, który według władz libijskich został pojmany także 20 października 2012 w Tarhunie pod Trypolisem, napisał na portalu społecznościowym Facebook, że przebywa za granicą, a pogłoski o śmierci Chamisa były plotką. Już dzień później libijski wicepremier Mustafa Bu Szagur zdementował informacje dt. Chamisa al-Kaddafiego i Mussy Ibrahima, przepraszając za podanie nieprawdziwej informacji.

### Formowanie rządu przejściowego

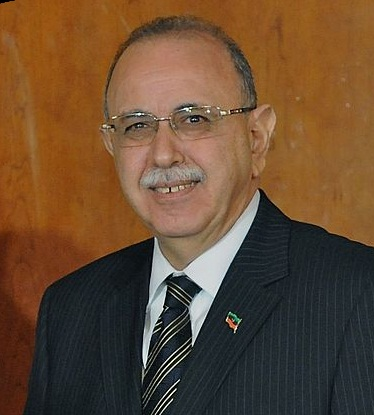
Premier rządu przejściowego Abd ar-Rahim al-Kib (24 listopada 2011 - 14 listopada 2012)

22 listopada 2011 wieczorem desygnowany premier Adbel Rahim al-Kib ogłosił utworzenie nowego rządu przejściowego. Powołanie rządu stanowiło wypełnienie mapy drogowej, według której miesiąc po ogłoszeniu wyzwolenia kraju, miał zostać powołany rząd. W rządzie utworzono 24 ministerstwa. Ministrem obrony został Usama al-Dżuwali, szefem MSW Fauzi Abd Alem, ministrem spraw zagranicznym mianowano Aszura ibn Chajala. Ministrem ds. ropy i gazu został Abd ar-Rahman ben Jazza. Tekę resortu ds. młodzieży i sportu otrzymał Fathi Terbel. Na czele trzech z ministerstw stały trzy kobiety. Niektóre resorty powołano po raz pierwszy – ministerstwo ds. męczenników, rannych i osób zaginionych oraz ministerstwo ds. społeczeństwa obywatelskiego. Nowy rząd zobowiązał się „zapewnić sprawiedliwość, poprzez gwarantowanie praw, które przez ostatnie 42 lata były naruszane”. Gabinet został zaprzysiężony 24 listopada 2011. Kolejnym zobowiązaniem nowych władz będzie przeprowadzanie wyborów do 200-osobowej Konstytuanty najpóźniej do czerwca 2012, a rok później elekcji generalnej, czyli parlamentarnej i prezydenckiej.
Powołany na stanowisko premiera rządu przejściowego Abd ar-Rahim al-Kib został oficjalnie zaprzysiężony 24 listopada 2011. Już trzy dni później, 27 listopada 2011 przeprowadzono zamach na jego życie. Podczas wizyty premiera w państwowej rozgłośni radiowej na peryferiach Trypolisu w dzielnicy Aszat, jego delegacja została ostrzelana przez zamaskowanych mężczyzn. Szef libijskiego rządu wyszedł bez jakiegokolwiek szwanku, jednak dwoje członków delegacji zostało zabitych, a pięciu odniosło rany. Dwoje z zamachowców zostało zatrzymanych. Pełnił funkcję do 12 września 2012, kiedy to uformowane Zgromadzenie Narodowe na premiera Libii powołało Mustafę Bu Szagura.

### Przygotowania do opracowania nowej konstytucji i wyborów parlamentarnych
W nocy z 1 stycznia na 2 stycznia 2012 nowe władze zaproponowały projekt ustawy o wyborze zespołu do prac nad projektem nowej konstytucji, a także ordynację wyborczą do Powszechnego Kongresu Narodowego. Był to krok w skonstruowaniu nowej ustawy zasadniczej po obaleniu reżimu Kaddafiego. Proponowana ustawa zakazywała kandydowania 10 grupom ludzi. Wśród nich znaleźli się członkowie Gwardii Rewolucyjnej, oskarżeni o torturowanie powstańców podczas wojny, Libijczycy, którzy mieli powiązania z Muammarem Kaddafim, byli urzędnicy, a także osoby oskarżone o sprzeniewierzenie funduszy publicznych. Ponadto 10% miejsc w 200-osobowym Zgromadzeniu Narodowym miało być zarezerwowane dla kobiet.
21 stycznia 2012 Libię odwiedził włoski premier Mario Monti. Obiecał libijskiemu premierowi pomoc w ochronie granic i instalacji naftowych. Ponadto ministrowie obrony obu państw podpisali list intencyjny związany z utworzeniem systemu kontroli granic zarządzanym przez Libię oraz przeprowadzeniem szkoleń. Tego samego dnia w Bengazi grupa protestujących ludzi wdarła się do budynków kompleksu administracyjnego. Dzień później Mustafa Dżalil przyjął dymisję burmistrza Bengazi. Dżalil ostrzegł, że Libii może grozić osunięcie się w „bezdenną otchłań”, prosząc jednocześnie naród o czas.
28 stycznia 2012 Tymczasowa Rada Narodowa ogłosiła, że przyjęła poprawioną wersję projektu ustawy o prawie wyborczym. Proponowany 10-procentowy limit miejsc dla kobiet na listach wyborczych dla kobiet, członkowie Zgromadzenia Konstytucyjnego usunęli i podnieśli granicę limitu na 50%. Oznaczało to, że na listach wyborczych partii kobiet musi być co najmniej tyle samo, co mężczyzn. Ponadto 2/3 z 200 miejsc w Zgromadzeniu Narodowym mogli zająć członkowie partii politycznych, z kolei reszta mandatów mogła być rozdysponowana jedynie wśród kandydatów niezależnych.
Mimo wstępnych przygotowań nie wybrano 60-osobowego składu komitetu ekspertów, odpowiedzialnego za przygotowanie konstytucji. 5 lipca 2012, Mustafa Dżalil, powiedział, że po wyborach parlamentarnych będą zorganizowane kolejne wybory powszechne, na podstawie których wybrani zostaną eksperci przygotowujący konstytucję. Deklaracja ta przeczyła z dotychczasowymi uzgodnieniami, iż to wybrana w wolnych wyborach Konstytuanta miała wybrać zespół ekspertów po 20 osób z każdego regionu.
Projekt ordynacji wyborczej do Zgromadzenia Konstytucyjnego został uchwalony przez Powszechny Kongres Narodowy 13 lutego 2013. Przewidywała ona wybranie po 20 przedstawicieli z regionów Trypolitanii, Cyrenajki i Fazzanu. Rejestracja kandydatów do Zgromadzenia Konstytucyjnego trwała w dniach 6 października - 11 listopada 2013. W tym czasie zarejestrowano 681 kandydatów. Wybory do Zgromadzenia Konstytucyjnego przeprowadzano ostatecznie 20 lutego 2014.

### Wpływ na wojnę w Mali
Zakończony konflikt libijski miał pośredni wpływ na wybuch konfliktu w Mali. Tamtejsi Tuaregowie, którzy byli zaciągani jako najemnicy w służbie Maummara al-Kaddafiego, po zakończeniu wojny nie zostali zdemobilizowani. W związku z obaleniem libijskiego dyktatora, uzbrojeni Tuaregowie powrócili na pustynne tereny Azawadu. W październiku 2011 powołali ugrupowanie Narodowego Ruchu Wyzwolenia Azawad (MNLA) i w styczniu 2012 podjęli walkę o niepodległość tego regionu. Tuaregowie zostali oskarżeni przez malijski rząd o współpracę z Al-Ka’idą.
W czasie powstania, niezadowoleni z zarządzania armią, wojskowi przeprowadzili 22 marca 2012 zamach stanu. Na juntę wojskową arena międzynarodowa nałożyła liczne sankcje, co tylko pogorszyło sytuację w Mali. Wykorzystali to tuarescy rebelianci, którzy opanowali cały region Azawadu i 6 kwietnia 2012 proklamowali jego niepodległość. Przez utratę kontroli nad północnym regionem kraju, ulokowały się tam islamscy radykałowie, którzy podpisali 26 maja 2012 porozumienie z Tuaregami o ustanowienie państwa islamskiego. Wobec tego istniała groźba, iż Azawad stanie się główną bazę w Afryce Północnej dla terrorystów, która ziściła się już miesiąc później, kiedy to islamiści zbrojnie wyparli tuareskich rebeliantów z Azawadu.
Pod koniec czerwca 2012 w Azawadzie doszło do wojny, w wyniku której islamscy radykałowie pokonali Tuaregów i wypędzili ich z głównych miast. W krótkim czasie Al-Ka’ida Islamskiego Maghrebu, Ruch na rzecz Jedności i Dżihadu w Afryce Zachodniej i Ansar ad-Din przejęły kontrolę nad całym Azawadem, zaprowadzając tam własne porządki i prawo opierające się na szariacie. Wobec groźby ataków terrorystycznych w Afryce i Europie przygotowywanych przez fundamentalistów z Azawadu, opracowano przy malijskim poparciu plan odbicia tego obszaru przez kraje stowarzyszone w ECOWAS. Plan operacji został ostatecznie zatwierdzony 20 grudnia 2012 przez Radę Bezpieczeństwa ONZ. Dzień później islamiści i MNLA ogłosiły zakończenie walk.
10 stycznia 2013 wojsko malijskie rozpoczęło akcje zaczepne na obrzeżach terenów zajętych przez islamistów. Rebelianci zajęli wówczas miasto Konna i po apelu prezydenta Dioncounda Traore, 11 stycznia 2013 siły francuskie rozpoczęły bombardowania pozycji dżihadystów w ramach operacji Serwal. W pierwszym tygodniu operacji francuskie siły powietrzne bombardowały nacierających na południe Mali bojowników, by powstrzymać ich postępy. Dokonywano również nalotów na twierdze rebeliantów w północnym Mali, doprowadzając do ucieczki dużych grup partyzanckich z miast, co ułatwiło w następnej fazie operacji siłom lądowym przechwytywanie kolejnych bastionów. Główne miasta północnego Mali zostały spacyfikowane do końca stycznia 2013.
W lutym 2013 fundamentaliści islamscy przegrupowali siły i rozpoczęli kampanię partyzancką. Był to początek ataków rebeliantów na konwoje wojsk francuskich oraz miasta odbite przez armie sprzymierzonych. Zdecydowana przewaga podmiotów interweniujących nad dżihadystami nie pozwoliła im zdobycia przewagi terytorialnej, jednak powodowało przeciąganie się misji oraz powiększało straty aliantów. Tymczasem siły francuskie wspierane przez wojsko czadyjskie i malijskie przerzucano na pustynny płaskowyż w północnych sektorach Mali, gdzie swoje bazy miała Al-Ka’ida Islamskiego Maghrebu i jej satelickie ugrupowania.

### Wybory parlamentarne i przekazanie władzy Powszechnemu Kongresowi Narodowemu
Wybory parlamentarne do 200-osobowej Konstytuanty w Libii przeprowadzono 7 lipca 2012. W wyborach udział wzięło 374 list partyjnych i 2639 kandydatów niezależnych, łącznie, ok. 4 tys. kandydatów. 80 mandatów dostępnych było dla kandydatów partii politycznych, z kolei 120 dla kandydatów niezależnych. Skonstruowana ordynacja wyborcza nie pozwalała na zdominowanie nowego parlamentu zdominowaniu nowo wybranego parlamentu przez jedną partię czy opcję ideologiczno-polityczną. Były to pierwsze wybory parlamentarne od 1965. Głosowanie obserwowała Unia Europejska oraz liczne organizacje międzynarodowe.
Początkowo donoszono, iż głosowanie w kilku rejonach kraju mogło zostać zbojkotowane. Z powodu walk plemiennych problemy z głosowaniem miały miejsce na południowym zachodzie kraju. Członkowie tamtejszego plemienia Tabu nie posiadali dokumentów tożsamości, przez co nie mogli wziąć udziału w wyborach. Problemy wystąpiły na północnym wschodzie, gdzie federaliści nie zgadzali się na podział miejsc w Powszechnym Kongresie Narodowym. Mimo tego wybory zostały ocenione jako spokojne i odbyły się bez większych zakłóceń.

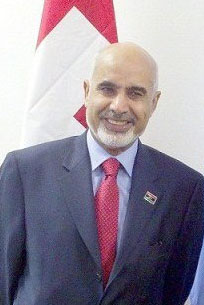
Przewodniczący Zgromadzenia Narodowego Muhammad Jusuf al-Makarjaf, głowa państwa po transformacji od 9 sierpnia 2012 do 28 maja 2013

Przed głosowaniem, doszło do kilku incydentów wyborczych. 30 czerwca 2012 w Bengazi oraz Tobruku spalono budynek komisji wyborczej, zniszczono karty do głosowania oraz listy wyborcze. 1 lipca 2012 federaliści zorganizowali pokazową demonstrację na głównym placu w Bengazi. 5 lipca 2012 W Adżdabiji spalono dokumentację wyborczą. Początkowo Konstytuanta miała mieć uprawnienia wyłącznie do opracowania nowej konstytucji, jednak 5 lipca 2012 Tymczasowa Rada Narodowa zdecydowała o zmianie koncepcji wyborów i wyłonieniu w nich nowego organu ustawodawczego państwa.
Wybory wygrał Sojusz Sił Narodowych premiera Mahmuda Dżibrila z wynikiem 48,8%, zdobywając 39 miejsc w parlamencie. 17 miejsc w parlamencie (21,3%) uzyskali islamiści – Bracia Muzułmanie i salafici. O wynikach libijskich wyborów decydowały aspekty plemienne, klanowe, a także różnice regionalne w kraju. W przeciwieństwie do wyborów w innych krajach ogarniętych Arabską Wiosną – Tunezji i Egipcie, nie wygrali islamiści.
8 sierpnia 2012 w Trypolisie odbyła się uroczystość przekazania władzy przez Tymczasową Radę Narodową, Powszechnemu Kongresowi Narodowemu. Symbolicznie władze na ręce najstarszego członka liczącego 200 deputowanych Zgromadzenia Narodowego Muhammada Ali Salima przekazał przewodniczący TRN Mustafa Muhammad Abd al-Dżalil, który tym samym zakończył pełnienie funkcji głowy państwa. Tym samym Zgromadzenie Narodowe wybrane w lipcowej elekcji przejęło konstytucyjne obowiązki kierowania i reprezentowania kraju. Jej pierwszym zadaniem był wybór przewodniczącego, którym 9 sierpnia 2012 został Muhammad Jusuf al-Makarjaf. W głosowaniu otrzymał 113 głosów, z kolei liberał Ali Zajdan 85 głosów. Od tego czasu al-Makarjaf pełnił de facto funkcje głowy państwa.
12 września 2012 w Zgromadzeniu Narodowym odbyły się wybory nowego szefa rządu, który zastąpił tymczasowy gabinet Adbela Rahima al-Kiba. Głosowanie w pierwszej turze wygrał Mustafa Bu Szagur, który pokonał byłego pierwszego premiera tymczasowego Mahmuda Dzibrila stosunkiem głosów 96 do 94. Jako szef nowego rządu zapowiedział starania na rzecz poprawy działania służb państwowych oraz sytuacji bezpieczeństwa poprzez wzmocnienie struktur wojska i policji, a także rozbrojenie bojowników z czasów wojny domowej. Jednakże 7 października 2012 parlament libijski udzielił po raz drugi premierowi Mustafie Bu Szagurowi wotum nieufności po tym, jak odrzucono jego dziesięcioosobowy skład gabinetu. Wiązało się to z nieutworzeniem przez niego gabinetu i kontynuowaniem rządów przez Abdela Rahima al-Kiba. 14 października 2012 Zgromadzenie Narodowe wybrało Ali Zajdana na stanowisko szefa rządu. Wotum zaufania otrzymał 31 października 2012, a jego gabinet zaprzysiężono 14 listopada 2012 i od tego czasu jest premierem Libii.
W kwietniu 2013 nierozbrojone milicje rozpoczęły oblężenie budynków rządowych, domagając się uchwalenia ustawy przez Powszechny Kongres Narodowy ustawy, która wykluczałaby z życia politycznego przedstawicieli obalonego reżimu. Parlament w przyśpieszonym trybie uchwalił ustawę 5 maja 2013. Uchwała zakazała wszystkim wyższym funkcjonariuszom obalonego reżimu Kadafiego zajmowania stanowisk w nowej administracji państwowej. W myśl ustawy Muhammad Jusuf al-Makarjaf musiał się zrzec swojej funkcji, gdyż za rządów Kadafiego był jednym z ambasadorów. Tym samym al-Makarjaf ustąpił ze stanowiska 28 maja 2013. Pełniącym obowiązki przewodniczącego Powszechnego Kongresu Narodowego został Dżuma Ahmad Atika. Podobne reperkusje przyjęcia tejże ustawy groziły premierowi Ali Zajdanowi.
25 czerwca 2013 w Powszechnym Kongresie Narodowym odbyła się elekcja, która wyłoniła Nuriego Abu Sahmajna nowym przewodniczącym parlamentu. Abu Sahmajn pochodzący z mniejszości berberyjskiej otrzymał 96 głosów z 184, z kolei jego kontrkandydat Szarif Al-Wali dostał 80 głosów. Nowy szef Kongresu będzie nadzorował prace nad nową konstytucją po wybraniu nowej Komisji Konstytucyjnej.

## Powojenne kwestie humanitaryzmu
Według raportu ONZ z 28 listopada 2011 byli libijscy powstańcy przetrzymywali ciągle ok. 7 tys. jeńców wojennych, którzy nie mieli możliwości skorzystania z pomocy prawnej i bez kontaktu z organami wymiaru sprawiedliwości. W tym okresie policja i sądy w dalszym ciągu nie działały. Najwięcej ludzi było przetrzymywanych na południu kraju i większość z nich była najemnikami opłacani przez reżim Kaddafiego. 2 grudnia 2011 minister spraw wewnętrznych Fauzi Abdelal, poinformował, iż 50 tys. byłych ochotników powstańczych zostało powołanych w szeregi tworzonych nowych sił narodowych. 6 grudnia 2011 rząd Libii zażądał od milicji działających w stolicy kraju, Trypolisie, złożenia broni do 20 grudnia.
15 grudnia 2011 prokurator generalny Międzynarodowego Trybunału Karnego Luis Moreno Ocampo skierował pismo do władz libijskich o zbadanie sprawy śmierci Muammara Kaddafiego. Istniały podejrzenia, iż śmierć obalonego dyktatora może zostać zakwalifikowana jako zbrodnia wojenna. Ponadto MTK zażądało wyjaśnień w sprawie zbrodni wojennych popełnionych zarówno przez stronników Kaddafiego, jak i siły powstańcze, podczas ośmiomiesięcznego konfliktu. 17 grudnia szef Pentagonu Leon Panetta, który odwiedził Libię, powiedział, że najważniejszym problemem nowych demokratycznych władz będzie rozbrojenie zmobilizowanego społeczeństwa, które niechętnie rozstawało się z bronią, z uwagi na możliwość etnicznych konfliktów. Ponadto tworzenie armii narodowej oraz policji utknęło w martwym punkcie, gdyż w wielu libijskich miastach lokalne milicje zabezpieczyły arsenały z bronią. Panetta ostrzegł ponadto Trypolis przed możliwą konfrontacją z terroryzmem i obiecał pomoc w odbudowie kraju.
Pod koniec stycznia 2012 Amnesty International doniosła, iż w libijskich więzieniach dochodziło do nagminnych tortur osób powiązanych z obalonym reżimem. Ponadto w ocenie AI policja i wymiar sprawiedliwości nie działały prawidłowo. Na znak protestu przeciwko torturom Lekarze bez Granic wycofali swoją misję spod Misraty. 31 stycznia 2012 libijski rząd obiecał, iż zbada doniesienia o torturowaniu politycznych oponentów.
Z powodu niewydolności nowych władz i utrzymującej się niestabilności wewnętrznej, w rok po wybuchu powstania w sondażu przeprowadzonym przez Uniwersytet w Bengazi, 25% Libijczyków opowiedziało się za rządami silnego przywódcy, 23% za rządem technokratów, 12% za demokracją zachodnią. Według raportu Amnesty International z połowy lutego 2012, rząd nie sprawował skutecznej kontroli nad działaniami milicji i innych uzbrojonych grup naruszających prawa człowieka w Libii. Ponadto rząd był oskarżany o prześladowanie dawnych współpracowników reżimu. AI zarzuciła Narodowej Radzie Libijskiej bagatelizowanie problemu naruszania praw człowieka w Libii i fałszywe twierdzenie, że były to przypadki sporadyczne. W więzieniach przetrzymywano według niezależnych obserwatorów ok. 7 tys. zwolenników obalonego reżimu w tym kobiety i dzieci.

## Wpływ na gospodarkę
25 listopada 2011 w Libii zostały przywrócone połączenia telekomunikacyjne między wschodem i zachodem kraju, zerwane podczas wojny domowej. Było to możliwe dzięki naprawie szkód infrastruktury między miastami Syrta i Marsa al-Burajka. Ponadto na wschodzie Libii przywrócono również połączenie z internetem.
29 grudnia 2011 National Oil Corporation (NOC) ogłosił, iż wydobycie ropy wzrosło do nieco ponad milion baryłek dziennie. Przed wybuchem wojny wydobycie wynosiło 1,6 milionów baryłek dziennie. Największy terminal naftowy Es Sider wznowił wydobycie w styczniu 2012, jednak wymagał naprawy, aby odzyskać pełną sprawność wydobywczą. Czas naprawy oceniany został na dłużej niż jeden rok.
Międzynarodowa Agencja Energetyczna ogłosiła, że większość napraw infrastruktury naftowej była podejmowana przez lokalnych pracowników przemysłu naftowego. Jednak wiele napraw musiało zostać wykonanych przez zagranicznych specjalistów pracujących dla międzynarodowych koncernów naftowych. NOC powiedział, że przejął pełną kontrolę nad wydobyciem libijskiej ropy. Oferty koncesji na libijską ropę wydawano w pierwszym rzędzie tym spółkom i państwom, które okazały wsparcie powstańcom podczas wojny.
Na początku wojny Rada Bezpieczeństwa ONZ zamroziła 150 miliardów dolarów na zagranicznych libijskich aktywach. Po zakończeniu wojny, w listopadzie 2011 odmrożono 18 miliardów tych środków i przekazano je nowym władzom. Skutkiem wojny był wzrost popytu na artykuły pierwszej potrzeby, leki oraz materiały budowlane, jednak odbywało się to przy bardzo ograniczonej podaży, co wpłynęło na wzrost cen w całym kraju.
10 grudnia 2011 rząd libijski napisał list do ONZ z prośbą o zwolnienie pozostałych zamrożonych środków. Zachodnia arena polityczna odpowiedziała, że natychmiastowe odblokowanie aktyw jest niemożliwe z powodu obowiązującego prawa międzynarodowego. Nowe władze libijskie musiały udowodnić, iż będą w stanie racjonalnie zagospodarować zwolnione środki. 16 grudnia 2011 Rada Bezpieczeństwa ONZ zniosła sankcje nałożone na bank centralny Libii i spółki od niego zależne. Tego samego dnia Departament Skarbu USA poinformował, że odblokował ponad trzydzieści miliardów dolarów zdeponowanych na libijskich aktywach państwowych.
Na wniosek Sądu Apelacyjnego w Rzymie na podstawie aktu, wydanego przez Trybunał Sprawiedliwości w Hadze, 28 marca 2012 włoska Gwardia Finansowa zajęła zamrożony rezolucjami RB ONZ z lutego i marca 2011 majątek reżimu, który opiewał na 1,1 mld euro. Gwardia zajęła dwa fundusze finansowe: Lia (Libyan investment Authority) oraz Lafico (Libyan Arab Foreign Investment Company), a także udziały w banku Unicredit, koncernie energetycznym ENI, koncernie Finmeccanica, Fiat Sp i Fiat Industrial oraz w klubie piłkarskim Juventus F.C. Zajęto akcje Fiata, 150 hektarów ziemi na wyspie Pantelleria i dwa motocykle – Harley Davidson i Yamaha, a także apartament w Rzymie.